# Amoturoides breviscapus
Amoturoides breviscapus är en stekelart som beskrevs av Girault 1932. Amoturoides breviscapus ingår i släktet Amoturoides och familjen gallglanssteklar. Inga underarter finns listade i Catalogue of Life.